# En söndag på landet
En söndag på landet (franska: Un dimanche à la campagne) är en fransk dramafilm från 1984 i regi av Bertrand Tavernier.

## Utmärkelser
Filmen vann Prix de la mise en scène vid filmfestivalen i Cannes 1984.

## Roller (urval)
- Louis Ducreux – M. Ladmiral
- Sabine Azéma – Irène
- Michel Aumont – Gonzague
- Geneviève Mnich – Marie-Thérèse
- Monique Chaumette – Mercedes
- Claude Winter – Mme. Ladmiral
- Thomas Duvall – Emile
- Quentin Ogier – Lucien
- Katia Wostrikoff – Mireille
- Marc Perrone – dragspelaren